# La torre de Suso
La torre de Suso is een Spaanse film uit 2007, geregisseerd door Tom Fernández.

## Verhaal
Cundo is 10 jaar geleden naar Argentinië geëmigreerd. Nu keert hij terug in verband met het overlijden van zijn oude vriend Suso. Hij treft zijn familie en vrienden, en bedenkt hoe hij de laatste droom van Suso in vervulling kan laten gaan.

## Rolverdeling
| Acteur                | Personage |
| --------------------- | --------- |
| Javier Cámara         | Cundo     |
| Gonzalo de Castro     | Fernando  |
| César Vea             | Mote      |
| José Luis Alcobendas  | Pablo     |
| Malena Alterio        | Marta     |
| Emilio Gutiérrez Caba | Tino      |
| Mariana Cordero       | Mercedes  |

## Ontvangst

### Prijzen en nominaties
Een selectie:
| Jaar | Evenement                       | Categorie                  | Genomineerde          | Resultaat   |
| ---- | ------------------------------- | -------------------------- | --------------------- | ----------- |
| 2008 | Premios Goya (22ste uitreiking) | Beste mannelijke bijrol    | Emilio Gutiérrez Cava | Genomineerd |
| 2008 | Premios Goya (22ste uitreiking) | Beste debuterend acteur    | Gonzalo de Castro     | Genomineerd |
| 2008 | Premios Goya (22ste uitreiking) | Beste debuterend regisseur | Tom Fernández         | Genomineerd |